# Cirrochroa cognata
Cirrochroa cognata är en fjärilsart som beskrevs av Moore 1881. Cirrochroa cognata ingår i släktet Cirrochroa och familjen praktfjärilar. Inga underarter finns listade i Catalogue of Life.